# 芬利 (華盛頓州)
芬利（英文：Finley），是美国华盛顿州本頓縣下属的一個普查规定居民点。2010年美國人口普查時人口為6,012人。此市位於肯纳威克的西南方。

## 資料來源
1. ↑  . United States Census Bureau.   [2008-01-31].
2. ↑  . United States Geological Survey. 2007-10-25  [2008-01-31].